# Hans Eworth
Hans Eworth (Jan Eeuwouts) 16. századi flamand portréfestő. Vallási okokból Londonba menekült, itt alkotott és alkotott.

## Élete

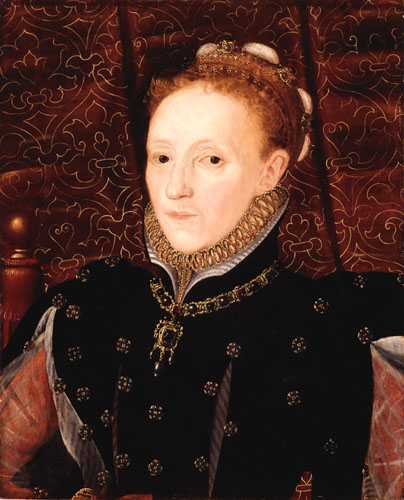
I. Erzsébet angol királynő

Apja Peter Eeuwouts, sajtkészítő és kereskedő, anyja Catherine Raets, testvérei Francois, ékszerész, Euwuout, festő, Marie és Pauwelse. Eworth 1540-ben szabadmestere lett az antwerpeni Szent Lukács céhnek. Megvádolták azzal, hogy egy anabaptista szekta tagja, ezért Eworth 1544 körül elhagyta a várost. 1545 körül érkezett Londonba. 1550 körül műtermet vásárolt London Southwark nevű részében, miután tartózkodási engedélyt vásárolt magának (denizenship). Itt élt 1568-ig. 1571 májusában már Bridewell House-ban lakott, mely előbb uralkodói birtok, kórház, majd szegényház és börtön lett. Előtte azonban a londoni mesterek tanonc-programjának központja volt. Az nem biztos, hogy Eworth a mesterek közé tartozott-e. Az 1560-as és 1570-es években sokat utazott Antwerpen és London között, és ékszerészként, illetve aranyművesként dolgozott. Calais-ba és Portugáliába is elutazott. 1572-ben valószínűleg Antwerpenben lakott. Utolsó portréja (Ismeretlen nő portréja, 1573) eltűnt a feljegyzésekből. Valószínűleg további külföldi utak után 1578 körül halt meg Antwerpenben.

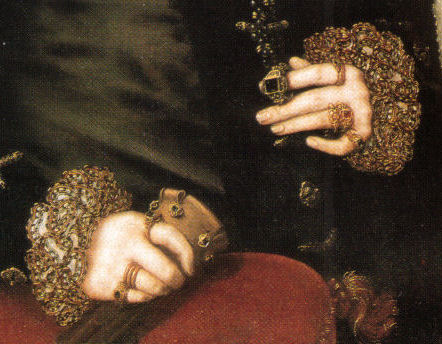
Mary Nevill, Lady Dacre és fia, Gregory Fiennes, 10. báró dacre kettős portréjának részlete

## Festészete
Eworth portréin kitűnő érzékkel festette meg az ékszereket, csipkéket és a ruhák hímzését, melyek az akkori angol ízlés fontos elemei voltak. Kitűnően értett az arcvonások ábrázolásához is. A festék vékony rétegezése és változó átlátszósága a portrékon különleges ragyogást kölcsönzött a bőrnek. Körülbelül 56 festmény tulajdonítható Eworthnek, köztük portrék és allegorikus festmények. Az általa festett portrékon HE monogram látható.

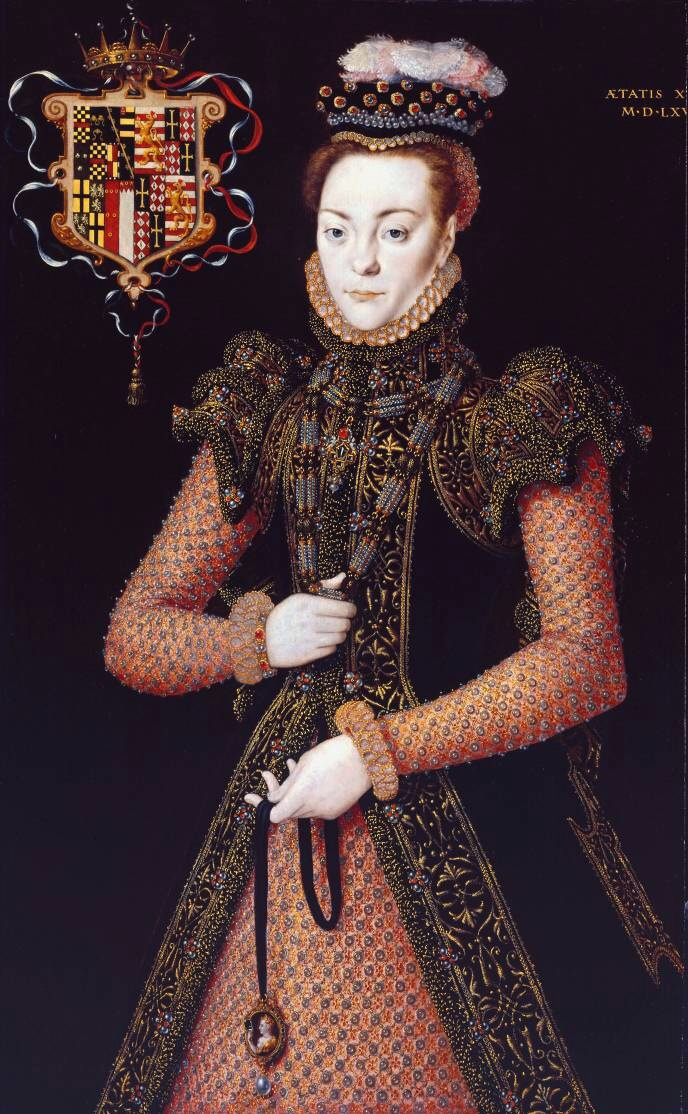
Ismeretlen nő portréja

## Festményei
Hans Eworth festményeit a HE monogrammal jelölte, ami nem volt szokás a kortárs festők körében. A monogramnak köszönhetően festményeiről magas fokú bizonyossággal megállapítható, hogy valóban Hans Eworth festette őket. Egy ideig azonban a HE monogramot nem neki, hanem egy másik portréfestőnek, Lucas de Heere-nek tulajdonították. Jelenleg 56 portré ismert Hans Eworth munkásságából.